# 高我星
高我星（1992年8月10日—），韩國女演员，常被誤譯為高雅星。童星出身，是青龍電影獎年紀最小的新人獎得主又曾進軍好萊塢，在同齡演員中擁有閃亮的職業生涯。

## 演藝經歷
四歲時以廣告模特兒出道，2004年通過出演兒童劇《Bluezzan》開啟了演員之路。2006年出演電影《駭人怪物》，以童星少見的細膩演技成為青龍電影獎年紀最小的新人獎得主，也憑此片讓她的名字被大眾所熟知。
2010年在電視劇《學習之神》飾演可愛的高中生，因生動又愉快的描繪劣等生們為了進名牌大學而奮戰的過程，受到觀眾的好評。2013年與宋康昊二度合作電影《末日列車》並再度飾演他的女兒，2015年以黑色喜劇《聽到傳聞》成功轉型為成人演員並獲得第51屆百想藝術大賞電視部門女子新人演技獎，2017年首次主演電視劇《自體發光辦公室》。
2019年主演傳記電影《抗拒：柳寬順的故事》入圍第55屆百想藝術大賞與第40屆青龍電影獎的影后候選，2021年則以電影《菜英文沒在怕》繼續入圍第57屆百想藝術大賞、第30屆釜日電影獎、第26屆春史電影獎的影后候選。
2022年與任時完繼電影《想念哥哥》後二度合作電視劇《Tracer》。2023年所主演的電影《我討厭韓國》成為第28屆釜山國際電影節的開幕片，但9月因脊椎骨骨折需住院治療12週故退出了電視劇《春畫戀愛談》的拍攝。

## 影視作品

### 劇集
| 年份   | 播放平台 | 劇名                 | 角色           | 備註     |
| 2004年 | KBS      | 《Bluezzan》         | 盧多智         | 兒童劇場 |
| 2005年 | MBC      | 《悲傷戀歌》         | 車華貞（少年） |          |
| 2005年 | MBC      | 《驛動的心》         | 金寶美         |          |
| 2010年 | KBS      | 《學習之神》         | 吉草葉         |          |
| 2015年 | SBS      | 《聽到傳聞》         | 徐春           |          |
| 2016年 | Netflix  | 《深夜食堂》         | 優奈           |          |
| 2017年 | MBC      | 《自體發光辦公室》   | 殷祜媛         |          |
| 2018年 | OCN      | 《火星生活》         | 尹娜英         |          |
| 2021年 | seezn    | 《犯罪拼圖》         | 柳熙           |          |
| 2022年 | MBC      | 《Tracer》           | 徐慧英         |          |
| 2023年 | Netflix  | 《我的女神室友斗娜》 | 夏妍           | 特别出演 |
| 2024年 | SBS      | 《好搭檔》           | 李漢娜         | 特別出演 |

### 電影
| 年份   | 片名                   | 角色         | 備註         |
| 2006年 | 《駭人怪物》           | 朴賢秀       |              |
| 2007年 | 《快樂人生》           | 珠熙         |              |
| 2008年 | 《廣播歲月》           | 順德         |              |
| 2009年 | 《旅行者》             | 藝信         | 韓法合作電影 |
| 2009年 | 《婚宴之后》           | 金美萊       | 韓日合作電影 |
| 2010年 | 《十六歲》             | 許宥娜       | 短片         |
| 2012年 | 《Duet》               | 南希／Nancy  |              |
| 2013年 | 《末日列車》           | 瑤娜         |              |
| 2014年 | 《優雅的謊言》         | 萬智         |              |
| 2015年 | 《愛上變身情人》       | 金禹鎮       |              |
| 2015年 | 《辦公室》             | 李迷禮       |              |
| 2015年 | 《想念哥哥》           | 朴珠美       |              |
| 2015年 | 《這時對，那時錯》     | 嚴寶拉       |              |
| 2017年 | 《金權性內幕》         | 野狗派的秘書 | 特別出演     |
| 2019年 | 《抗拒：柳寬順的故事》 | 柳寬順       |              |
| 2020年 | 《菜英文沒在怕》       | 李子英       |              |
| 2023年 | 《絕對味覺情人》       | 年輕情侶     | 特別出演     |
| 2024年 | 《因為討厭韓國》       | 桂娜         | [ 23 ]       |
| 待公布 | 《逝去公主的孔雀舞》   |              |              |

## 音樂作品
| 年份   | 曲名                 | 專輯                     | 備註        |
| 2010年 | Go（달려）           | 《學習之神》OST Part 2   | feat.朴芝妍 |
| 2012年 | 無人知曉（고아성）   | 《Duet》OST              | [ 25 ]      |
| 2012年 | 光在我肩上（고아성） | 《Duet》OST              | [ 25 ]      |
| 2012年 | 藍藍之夜（고아성）   | 《Duet》OST              | [ 25 ]      |
| 2012年 | 杆之翼（고아성）     | 《Duet》OST              | [ 25 ]      |
| 2015年 | 弘大入口（홍대입구） | 《副班長郭泰勳限量版 2》 | [ 26 ]      |

## 綜藝節目
| 播出期間                      | 電視台     | 節目名稱               | 集數  | 共同出演                  | 備註   |
| 2015年11月22日—2015年12月27日 | OCN Movies | 《我也是電影導演2》    | 全5集 | 朴誠雄、柳賢慶、朴正民    | [ 27 ] |
| 2020年10月18日—2020年12月6日  | tvN        | 《海路先遣隊》         | 全8集 | 朴誠雄、金南佶、高圭弼    | [ 28 ] |
| 2025年02月14日—2025年         | tvN        | 《愛德華李的鄉村廚師》 |       | 愛德華·李、卞約漢、申詩雅 | [ 29 ] |

## 提名與獲獎列表
| 年度   | 頒獎典禮              | 獎項                              | 作品                   | 結果 | 參            |
| 2006年 | 第5屆韓國電影大賞     | 最佳女配角                        | 《駭人怪物》           | 提名 | [ 30 ]        |
| 2006年 | 第27届青龍電影獎      | 最佳女新人獎                      | 《駭人怪物》           | 獲獎 | [ 8 ]         |
| 2006年 | 第9屆導演剪輯獎       | 女新人獎                          | 《駭人怪物》           | 獲獎 | [ 5 ]         |
| 2007年 | 第43屆百想藝術大賞    | 電影部門 女新人演技獎             | 《駭人怪物》           | 提名 | [ 31 ]        |
| 2007年 | 第33屆土星獎          | 最佳童星獎                        | 《駭人怪物》           | 提名 | [ 32 ]        |
| 2007年 | 第44屆大鐘賞          | 最佳女配角獎                      | 《駭人怪物》           | 提名 | [ 33 ]        |
| 2007年 | 第1屆韓國電影演技大獎 | 青少年演技獎                      | 《駭人怪物》           | 獲獎 | [ 8 ]         |
| 2010年 | 第46屆百想藝術大賞    | 電視部門 女子新人演技獎           | 《學習之神》           | 提名 | [ 34 ]        |
| 2010年 | KBS演技大賞           | 女子新人獎                        | 《學習之神》           | 提名 | [ 35 ]        |
| 2013年 | 第50屆大鐘賞          | 最佳女配角獎                      | 《末日列車》           | 提名 | [ 36 ]        |
| 2013年 | 第34屆青龍電影獎      | 最佳女配角獎                      | 《末日列車》           | 提名 | [ 37 ]        |
| 2014年 | 第15屆全州國際電影節  | 酩悅新星獎                        | 《末日列車》           | 獲獎 | [ 38 ]        |
| 2014年 | 第50屆百想藝術大賞    | 電影部門 女子配角獎               | 《末日列車》           | 提名 | [ 39 ]        |
| 2015年 | 第51屆百想藝術大賞    | 電視部門 女子新人賞               | 《聽到傳聞》           | 獲獎 | [ 40 ]        |
| 2015年 | 第4屆APAN Star Awards | 長篇電視劇 女子優秀演技賞         | 《聽到傳聞》           | 提名 | [ 41 ]        |
| 2015年 | SBS演技大賞           | 中篇電視劇 女子優秀演技獎、新星獎 | 《聽到傳聞》           | 獲獎 | [ 42 ] [ 43 ] |
| 2015年 | Fancine奇幻電影節     | 最佳女主角                        | 《辦公室》             | 獲獎 | [ 44 ]        |
| 2016年 | 第36屆黃金攝影獎      | 攝影導演評選女子人氣獎            | 《辦公室》             | 獲獎 | [ 45 ]        |
| 2016年 | 韓國電影明星獎        | 人氣演員獎                        | 《想念哥哥》           | 獲獎 | [ 46 ]        |
| 2017年 | 2017 MBC演技大賞      | 女子最優秀演技獎                  | 《自體發光辦公室》     | 提名 | [ 47 ]        |
| 2018年 | 第6屆APAN Star Awards | 中篇電視劇 女子優秀演技獎         | 《火星生活》           | 獲獎 | [ 48 ]        |
| 2018年 | 第2屆The Seoul Awards | 最佳女配角                        | 《火星生活》           | 提名 | [ 49 ]        |
| 2019年 | 第55屆百想藝術大賞    | 電影部門 女子最優秀演技獎         | 《抗拒：柳寬順的故事》 | 提名 | [ 50 ]        |
| 2019年 | 第40屆青龍電影獎      | 最佳女主角                        | 《抗拒：柳寬順的故事》 | 提名 | [ 51 ]        |
| 2021年 | 第57屆百想藝術大獎    | 電影部門 女子最優秀演技獎         | 《菜英文沒在怕》       | 提名 | [ 52 ]        |
| 2021年 | 第30屆釜日電影獎      | 最佳女主角                        | 《菜英文沒在怕》       | 提名 | [ 53 ]        |
| 2021年 | 第26屆春史電影獎      | 最佳女主角                        | 《菜英文沒在怕》       | 提名 | [ 54 ]        |
| 2022年 | 2022 MBC演技大獎      | 迷你劇部門 女子優秀演技獎         | 《Tracer》             | 提名 | [ 55 ]        |
| 2024年 | 第45屆青龍電影獎      | 最佳女主角                        | 《因為討厭韓國》       | 提名 | [ 56 ]        |

## 外部連結
- 高我星的Instagram帳戶
- 高我星在NAVER上的资料
- 高我星在Daum上的资料